# Carl Rättig
Carl August Rättig (* 28. Dezember 1794 in Königsberg; † 21. Januar 1852 in Oppeln) war ein deutscher Lehrer und Politiker.

## Leben
Rättig war der Sohn eines Kanzleidirektors und evangelischer Konfession. Er studierte von 1810 bis 1812 und von 1814 bis 1816 evangelische Theologie und Philosophie an der Universität Königsberg. 1813 war er freiwilliger Teilnehmer an den Befreiungskriegen.
Ab 1814 arbeitete er als Lehrer am Gröbenschen Stipendieninstitut in Königsberg. Von 1818 bis 1822 war er Prediger und Gymnasiallehrer in Königsberg. Zwischen 1823 und 1831 wirkte er als Divisionsprediger bei der 1. Division der preußischen Armee in Königsberg, später auch Studiendirektor der Divisionsschule in Königsberg. Von 1831 bis 1832 war er Pfarrer in Memel. Von 1832 bis 1833 war er Schulrat, von 1833 bis 1845 1. Schulrat und Regierungsrat bei der Regierung in Gumbinnen und dann von 1845 bis 1852 Regierungsrat bei der Regierung, zunächst in Potsdam, seit 1850 in Oppeln
<1846> war er Mitglied im Gustav-Adolph-Verein. Vom 18. Mai 1848 bis zum 20. Mai 1849 vertrat er den Wahlkreis 12. Provinz Brandenburg (Potsdam) in der Frankfurter Nationalversammlung. Im Parlament blieb er fraktionslos und stimmte überwiegend mit dem Linken Zentrum. Ab dem 5. Juni 1848 gehörte er dem Ausschuss für die Priorität der Petitionen und Anträge an. Er gehörte zu den Abgeordneten, die Friedrich Wilhelm IV. zum Kaiser der Deutschen wählten. Im Juni 1849 nahm er am Gothaer Nachparlament teil.
Er war Verfasser verschiedener Schriften zu theologischen und kirchlichen Problemen (u. a. „Für Gesetz und Recht im Gustav-Adolph-Vereine“, Potsdam 1846).